# Sholto Carnegie
Sholto Carnegie (Londres, 28 de fevereiro de 1995) é um remador britânico, campeão olímpico.

## Carreira
Criado em Oxford e educado na Cherwell School, Carnegie começou a remar aos 13 anos no City of Oxford Rowing Club. Antes da Henley Royal Regatta de 2013, Carnegie mudou do City of Oxford RC para o Marlow Rowing Club, com quem ganhou a Fawley Challenge Cup naquele ano. Em 2014, ele se mudou novamente para o Leander Club e em Henley em 2014 ele ganhou a Prince of Wales Challenge Cup em um Leander quad scull.
Carnegie frequentou a Universidade de Yale de 2014 a 2018, onde se qualificou para um bacharelado em Economia. Em Yale, ele participou do programa de remo sênior e remou em barcos sênior de Yale em todas as três temporadas de corrida de sua gestão, incluindo uma vaga no primeiro VIII de Yale, que ganhou um campeonato nacional em 2016-17.
Carnegie foi selecionado pela primeira vez para honras representativas como remador, competindo pela Grã-Bretanha no Campeonato Mundial Júnior de Remo de 2013 em um scull duplo para uma quinta colocação. Ele foi selecionado para o Campeonato Mundial de Remo Sub-23 de 2014 em um quad scull que terminou em 13º lugar geral. Em 2016, Carnegie mudou para barcos de remo e ganhou medalhas de prata no Campeonato Mundial Sub-23 de 2016 e 2017. Nos Jogos Olímpicos de Verão de 2024, em Paris, conquistou a medalha de ouro na competição do oito com masculino ao lado de Morgan Bolding, Rory Gibbs, Thomas Ford, Jacob Dawson, Charles Elwes, Thomas Digby, James Rudkin e Harry Brightmore, com o tempo de 5:22.88.